# Stygnomma tuberculatum
Stygnomma tuberculatum is een hooiwagen uit de familie Stygnommatidae. De originele naamcombinatie (protoniem) was Stygnomma tuberculata Goodnight & Goodnight, 1973, maar met een verkeerde geslacht van de soortnaam.